# Demba Touré
Demba Touré (* 31. Dezember 1984) ist ein senegalesischer ehemaliger Fußballspieler.

## Karriere
Demba Touré wurde 2004 für ein Jahr vom Grasshopper Club Zürich (GC) ausgeliehen, nachdem er bei Olympique Lyon kaum zu Spielpraxis kam. Nach der Saison hätte der Stürmer wieder nach Lyon zurückkehren können. Er bevorzugte aber eine weitere Saison bei den Stadtzürchern, und das Ausleihgeschäft wurde um ein weiteres Jahr verlängert.
Nach einem Ausflug zum ukrainischen Dynamo Kiew spielt er von Juli 2007 bis Januar 2009 wieder für GC, wechselte dann aber in die zweite französische Liga zu Stade Reims. Die Franzosen stiegen Ende der Saison in die dritte Liga ab. Im November 2011 wechselte er ablösefrei zum rumänischen Verein Astra Ploiești.
Schon nach zwei Monaten wurde Tourés Vertrag in Ploiești Ende 2012 aufgelöst. Er war ein Jahr ohne Klub, ehe ihn Anfang 2013 der maltesische Erstligist FC Valletta verpflichtete. Er verpasste mit dem amtierenden Meister in der Saison 2012/13 die Titelverteidigung. Im Sommer 2013 verließ er den Verein zum neuen Meister FC Birkirkara. Dort kam er meist als Einwechselspieler zum Einsatz und wurde im Januar 2014 bis Saisonende an Ligakonkurrent Tarxien Rainbows ausgeliehen. Die Rainbows schoss er mit neun Toren bei zwölf Einsätzen zum Klassenerhalt. Nach seiner Rückkehr verpflichtete ihn im Sommer 2014 Zweitligist Pembroke Athleta. Anfang 2015 wechselte er zu Naxxar Lions zurück in die Premier League. Am Ende der Spielzeit 2015/16 musste er mit den Lions absteigen. Touré war ein halbes Jahr ohne Verein, ehe er sich Anfang 2017 Għajnsielem FC auf der Insel Gozo anschloss. Von Januar 2017 bis Juni 2017 spielte er für die Żebbuġ Rangers in der First Division. Danach beendete er seine Karriere.

### Erfolge
- Französischer Meister 2003
- Ukrainischer Meister 2007